# Албино
Албино (на италиански: Albino) е град и община в Северна Италия.

## География
Градът е разположен на река Серио, провинция Бергамо в област (регион) Ломбардия. Население 17 808 жители по данни от преброяването през 2006 г.

## История
Градът е основан през 892 г.

## Спорт
Градът има футболен отбор, който е обединен със съседния град Лефе. Отборът носи името на двата града УК Албинолефе. Дългогодишен участник е в Серия Б.